# Roberto Esparza
Jorge Roberto Ruiz Esparza Oruña (Puebla de Zaragoza, 16 febbraio 1965) è un ex calciatore messicano, di ruolo difensore.

## Carriera

### Club
Ha trascorso l'intera carriera nel campionato messicano.

### Nazionale
Ha collezionato 23 presenze con la maglia della nazionale in 6 anni di militanza.